# Eddie Money
Edward Joseph Mahoney, művésznevén Eddie Money (New York, 1949. március 21. – Los Angeles, 2019. szeptember 13.) amerikai énekes, zenész, dalszerző. Az 1970-es és 1980-as évek idején számos kislemeze került fel a Top 40-es listákra, nagylemezei közül pedig négy is platina státuszt ért el. Legismertebb dalai: Baby Hold On, Two Tickets to Paradise, Think I'm in Love, Shakin', Take Me Home Tonight, I Wanna Go Back, Walk on Water, The Love in Your Eyes. Two Tickets to Paradise című dala hallható a 2004-es Grand Theft Auto: San Andreas videojátékban is.

## Élete
Katolikus ír család gyermekeként született Brooklynban, Dorothy és Daniel P. Mahoney gyermekeként, és Long Islanden nőtt fel. Akárcsak nagyapja, apja és testvérei, ő is két évig a New York-i Rendőrségnél szolgált, mielőtt a zenészi hivatást választotta. 1968-ban a kaliforniai Berkeley-be költözött.
Kaliforniában rendszeresen látogatta a klubokat, ennek köszönhetően hamarosan szerződést kötött a Columbia Records-szal. Az 1970-es évek végén olyan dalaival ért el komoly sikereket, mint a Baby Hold On, illetve a Two Tickets to Paradise. Ezután az MTV-n is feltűnt zenei videókkal, mielőtt 1983-ban hanyatlani kezdett a pályafutása, részben egy sikertelen albumnak, részben pedig kialakuló kábítószerfüggőségének köszönhetően.
1986-ban sikeresen visszatért a rockzeneiparba, Can't Hold Back című albuma hatalmas siker lett, platina státuszt szerzett. A Ronnie Spector énekesnővel közös Take Me Home Tonight című dal 4. helyezést ért el az amerikai slágerlistán, emellett további két dala került fel a listára, az I Wanna Go Back (14. hely) és az Endless Nights (21. hely). Következő albuma, Nothing to Lose címmel 1988-ban került piacra, erről két kislemez ért el listás helyezést: a Walk on Water és a The Love in Your Eyes.
Rendszeresen koncertezett is, emellett szerepelt tévéműsorokban, reklámokban és realitykban, 2018-ban saját realityműsora is megjelent Real Money címmel, amelynek ő és családja voltak a főszereplői.
2019 nyarán lemondta koncertjeit, miután egy szívbillentyű-műtétet követően tüdőgyulladást kapott. Az évtizedeken át dohányzó zenészt nem sokkal később 4-es fázisú nyelőcsőrákkal diagnosztizálták. Betegsége következtében 2019. szeptember 13-án hunyt el, 70 éves korában.

## Magánélete
1989-ben vette feleségül Laurie Harrist, öt gyermekük született: Zachary, Jessica, Joseph, Julian és Desmond. A San Francisco Bay Area környékén telepedett le, itt adott sűrűn koncerteket.

## Diszkográfia

### Nagylemezek
- Eddie Money (1977)
- Life for the Taking (1978)
- Playing for Keeps (1980)
- No Control (1982)
- Where's the Party? (1983)
- Can't Hold Back (1986)
- Nothing to Lose (1988)
- Right Here (1991)
- Love and Money (1995)
- Ready Eddie (1999)
- Wanna Go Back (2007)
- Brand New Day (2019)[27]

## Fordítás
- Ez a szócikk részben vagy egészben  az   Eddie Money című angol Wikipédia-szócikk ezen változatának fordításán alapul.  Az eredeti cikk szerkesztőit annak laptörténete sorolja fel. Ez a jelzés csupán a megfogalmazás eredetét és a szerzői jogokat jelzi, nem szolgál a cikkben szereplő információk forrásmegjelöléseként.